# Govern de Defensa Nacional

General Louis Jules Trochu, President del Govern de Defensa Nacional

El Govern de Defensa Nacional (francès: Gouvernement de la Défense nationale) va ser el primer govern de la Tercera República Francesa des del 4 de setembre de 1870 al 13 de febrer de 1871 durant la Guerra Franco-Prussiana. Es va formar després que l'Emperador Napoleó III fos capturat per l'exèrcit prussià a la batalla de Sedan amb el seu exèrcit, mentre l'altre exèrcit quedava assetjat a Metz. Aquest govern va estar encapçalat pel General Louis Jules Trochu, sota el setge prussià de París. A finals de gener aquest govern es va rendir als prussians. Dues setmanes després va ser substituït pel nou govern d'Adolphe Thiers i finalment va tenir lloc la revolució de la Comuna de París.

## Membres notables
Malgrat les esperances dels revolucionaris radicals d'esquerres de París, el govern de Defensa Nacional estava format completament per homes conservadors de la classe mitjana tots ells diputats de l'Assemblea Nacional. Quan es va oferir la presidència a Jules Trochu acceptà sota la base de la promesa que l'Assemblea "defensaria la religó, la propietat i la família".
- General Louis Jules Trochu, President del Govern
- Léon Gambetta, Ministre de l'Interior i Ministre de Guerra
- Jules Favre, vicepresident, ministre d'Afers Estragers
- Ernest Picard, Ministre de Finances
- Almirall Fourichon, Ministre de l'Armada
- Jules Ferry, Prefecte del Seine
- Jules Simon, Ministre d'Educació
- Gaston Crémieux, Ministre de Justícia
- Étienne Arago, Alcalde de Paris
- Gustave Dorian, Ministre de Producció d'Obres i Armaments
- Henri Rochefort, Ministre sense cartera

Aquest govern no va rebre el reconeixement per part de Prússia. El canceller prussià, Otto von Bismarck, estava preocupat pel fet que aquest govern estava només constituït per persones de París, sense cap consideració per la resta de França.